# Jacinto Vera
Jacinto Vera Durán (Oceano Atlantico, 3 luglio 1813 – Pan de Azúcar, 6 maggio 1881) è stato un vescovo cattolico uruguaiano.
Partecipò al Concilio Vaticano I.
Il 6 maggio 2023 è stato beatificato da papa Francesco.

## Genealogia episcopale
La genealogia episcopale è:
- Cardinale Scipione Rebiba
- Cardinale Giulio Antonio Santori
- Cardinale Girolamo Bernerio, O.P.
- Arcivescovo Galeazzo Sanvitale
- Cardinale Ludovico Ludovisi
- Cardinale Luigi Caetani
- Cardinale Ulderico Carpegna
- Cardinale Paluzzo Paluzzi Altieri degli Albertoni
- Papa Benedetto XIII
- Papa Benedetto XIV
- Papa Clemente XIII
- Cardinale Bernardino Giraud
- Cardinale Alessandro Mattei
- Cardinale Giacomo Giustiniani
- Cardinale Pietro Ostini
- Vescovo Mariano Medrano y Cabrera
- Arcivescovo Mariano José de Escalada Bustillo y Zeballos
- Vescovo Jacinto Vera y Durán